# Opere di Gasparo Cairano

## Lista delle sculture
| Immagine | Titolo                                          | Tipologia                                          | Data                               | Dimensioni in cm     | Materiale                        | Paese       | Città      | Luogo di conservazione                             |
| -------- | ----------------------------------------------- | -------------------------------------------------- | ---------------------------------- | -------------------- | -------------------------------- | ----------- | ---------- | -------------------------------------------------- |
|          | Apostoli                                        | ciclo di dodici statue                             | 1489                               | 100 circa (altezza)  | marmo                            | Italia      | Brescia    | Chiesa di Santa Maria dei Miracoli                 |
|          | Figure, decorazioni, membrature architettoniche | cicli figurativi e rilievi vari                    | 1490-1495 circa                    | varie                | marmo e pietra                   | Italia      | Brescia    | Chiesa di Santa Maria dei Miracoli                 |
|          | Madonna col Bambino                             | rilievo                                            | 1491 circa                         | 45 × 33              | marmo                            | Italia      | Milano     | Cortile del palazzo in corso Giuseppe Garibaldi 71 |
|          | Sant'Anatalone                                  | busto clipeati su chiavi di volta                  | 1491                               | ?                    | marmo o pietra                   | Italia      | Brescia    | Duomo vecchio                                      |
|          | Santa Maria Assunta                             | busto clipeati su chiavi di volta                  | 1491                               | ?                    | marmo o pietra                   | Italia      | Brescia    | Duomo vecchio                                      |
|          | Santa                                           | statua                                             | 1490-1495                          | 95 (altezza)         | marmo                            | Italia      | Ferrara    | Fondazione Cavallini Sgarbi                        |
|          | Cesari                                          | ventiquattro busti a rilievo su un ciclo di trenta | 1493-1503                          | 100 circa (diametro) | marmo                            | Italia      | Brescia    | Palazzo della Loggia                               |
|          | Trofei                                          | ciclo di quattro altorilievi                       | 1499-1500                          | ?                    | marmo                            | Italia      | Brescia    | Palazzo della Loggia                               |
|          | Capitelli, fregi, decorazioni                   | rilievi di vario tipo                              | 1495-1505                          | ?                    | marmo                            | Italia      | Brescia    | Palazzo della Loggia                               |
|          | Adorazione Caprioli                             | rilievo                                            | 1495-1500                          | 60 × 200             | marmo                            | Italia      | Brescia    | Chiesa di San Francesco d'Assisi                   |
|          | Madonna col Bambino                             | statua                                             | fine XV secolo                     | 79 × 50              | marmo                            | Italia      | Milano     | Museo d'Arte Antica                                |
|          | Gesù benedicente                                | statua                                             | 1495-1500                          | 100 circa (altezza)  | marmo                            | Italia      | Brescia    | Chiesa di Santa Maria dei Miracoli                 |
|          | San Rocco                                       | statua                                             | fine XV secolo - inizio XVI secolo | 148 (altezza)        | marmo policromato e dorato       | Italia      | Brescia    | Collegiata dei Santi Nazaro e Celso                |
|          | Monumento funebre di Gaspare Brunelli           | complesso scultoreo                                | 1500                               | ?                    | marmo con parti dipinte e dorate | Italia      | Brescia    | Chiesa di San Francesco d'Assisi                   |
|          | San Gregorio                                    | busto clipeato per ciclo di quattro rilievi        | 1495-1500 circa                    | ?                    | marmo o pietra                   | Italia      | Brescia    | Chiesa di Santa Maria dei Miracoli                 |
|          | San Faustino                                    | busto clipeato su chiave di volta                  | 1497 circa                         | 88 (diametro)        | marmo con tracce di dorature     | Italia      | Brescia    | Palazzo della Loggia                               |
|          | San Giovita                                     | busto clipeato su chiave di volta                  | 1497 circa                         | 88 (diametro)        | marmo con tracce di dorature     | Italia      | Brescia    | Palazzo della Loggia                               |
|          | Sant'Apollonio                                  | busto clipeato su chiave di volta                  | 1497                               | 88 (diametro)        | marmo con tracce di dorature     | Italia      | Brescia    | Palazzo della Loggia                               |
|          | Giustizia                                       | busto clipeato su chiave di volta                  | 1497 circa                         | 88 (diametro)        | marmo con tracce di dorature     | Italia      | Brescia    | Palazzo della Loggia                               |
|          | Fede                                            | busto clipeato su chiave di volta                  | 1497 circa                         | 88 (diametro)        | marmo con tracce di dorature     | Italia      | Brescia    | Museo di Santa Giulia                              |
|          | San Francesco                                   | busto clipeato su chiave di volta                  | fine XV secolo - inizio XVI secolo | ?                    | marmo o pietra                   | Italia      | Brescia    | Chiesa di San Francesco d'Assisi (sacrestia)       |
|          | Sant'Antonio da Padova                          | busto clipeato su chiave di volta                  | fine XV secolo - inizio XVI secolo | ?                    | marmo o pietra                   | Italia      | Brescia    | Chiesa di San Francesco d'Assisi (sacrestia)       |
|          | Altare di san Girolamo                          | complesso scultoreo                                | 1506-1510 circa                    | 780 × 450 × 80 circa | marmo                            | Italia      | Brescia    | Chiesa di San Francesco d'Assisi                   |
|          | Apostoli                                        | ciclo di dodici busti a rilievo                    | entro il 1507                      | ?                    | marmo                            | Italia      | Brescia    | Chiesa di San Pietro in Oliveto                    |
|          | Portale del duomo di Salò                       | complesso scultoreo                                | 1506-1508                          | ?                    | marmo e pietra                   | Italia      | Salò       | Duomo                                              |
|          | Portale dello scalone di Palazzo della Loggia   | complesso scultoreo                                | 1503-1508 circa                    | ?                    | marmo e pietra                   | Italia      | Brescia    | Palazzo della Loggia (edificio dello scalone)      |
|          | Cesari                                          | ciclo di quattro busti a rilievo                   | 1503-1508                          | ?                    | marmo                            | Italia      | Brescia    | Palazzo della Loggia (cavalcavia)                  |
|          | Arca di sant'Apollonio                          | arca sepolcrale                                    | 1508-1510                          | 360 × 270 × 70       | marmo                            | Italia      | Brescia    | Duomo nuovo                                        |
|          | Pala Kress                                      | rilievo                                            | 1505-1510 circa                    | 54,6 × 91,4          | marmo                            | Stati Uniti | Washington | National Gallery of Art                            |
|          | Fede                                            | statua                                             | 1510                               | 42,5 × 31            | marmo                            | ?           | ?          | collezione privata                                 |
|          | Madonna col Bambino                             | busto                                              | 1510-1515                          | 34 × 27              | marmo                            | ?           | ?          | collezione privata                                 |
|          | San Giovanni Evangelista                        | statua                                             |                                    | 47 × 28              | marmo                            | Italia      | Parma      | Abbazia di San Giovanni Evangelista                |
|          | Portale del duomo di Chiari                     | complesso scultoreo                                | dopo il 1513                       | ?                    | marmo                            | Italia      | Brescia    | Chiesa di Santa Giulia                             |
|          | Mausoleo Martinengo                             | complesso scultoreo                                | 1503-1518                          | 465 × 360 × 126      | marmi colorati, bronzo           | Italia      | Brescia    | Museo di Santa Giulia                              |
|          | Compianto sul Cristo morto                      | rilievo                                            | 1510-1515                          | 40 × 83,5            | marmo                            | Italia      | Milano     | Museo d'Arte Antica                                |
|          | Deposizione di Cristo                           | rilievo                                            | 1510-1515                          | 74 × 66 × 33         | marmo                            | Italia      | Brescia    | Museo di Santa Giulia (depositi)                   |
|          | Santo                                           | statua                                             | 1510-1515 circa                    | 100 circa (altezza)  | marmo o pietra                   | Italia      | Brescia    | Chiesa di Santa Maria dei Miracoli                 |
|          | Resurrezione di Cristo                          | lunetta a rilievo                                  | dopo il 1510                       | 58 (altezza)         | marmo                            | Italia      | Brescia    | Collegiata dei Santi Nazaro e Celso                |